# 109-й меридіан східної довготи
109-й меридіан східної довготи — лінія довготи, що лежить на 109 градусів східніше Гринвіцького меридіана. Вона проходить від Північного полюса через Північний Льодовитий океан, Азію, Індійський океан, Південний океан та Антарктиду до Південного полюса.
109-й меридіан східної довготи формує велике коло разом із 71-шим меридіаном західної довготи.

## Список географічних об'єктів, що перетинає 109° сх. д.
Починаючи на Північному полюсі та рухаючись до Південного полюса, 109-й меридіан східної довготи проходить через:
| Координати                                                   | Країна, територія або море | Примітки |
| ------------------------------------------------------------ | -------------------------- | --- |
| 90°0′ пн. ш. 109°0′ сх. д. / 90.000° пн. ш. 109.000° сх. д.  | Північний Льодовитий океан | |
| 79°37′ пн. ш. 109°0′ сх. д. / 79.617° пн. ш. 109.000° сх. д. | Море Лаптєвих              | |
| 76°44′ пн. ш. 109°0′ сх. д. / 76.733° пн. ш. 109.000° сх. д. | Росія                      | Проходить через півострів Таймир |
| 74°0′ пн. ш. 109°0′ сх. д. / 74.000° пн. ш. 109.000° сх. д.  | Хатанзька затока           | |
| 73°21′ пн. ш. 109°0′ сх. д. / 73.350° пн. ш. 109.000° сх. д. | Росія                      | Проходить через озеро Байкал |
| 49°21′ пн. ш. 109°0′ сх. д. / 49.350° пн. ш. 109.000° сх. д. | Монголія                   | |
| 42°27′ пн. ш. 109°0′ сх. д. / 42.450° пн. ш. 109.000° сх. д. | КНР                        | Внутрішня Монголія Шеньсі Внутрішня Монголія Шеньсі — проходить східніше Сіаня Чунцін Хубей Чунцін Гуйчжоу Хунань Гуйчжоу Гуансі Гуйчжоу Гуансі |
| 21°37′ пн. ш. 109°0′ сх. д. / 21.617° пн. ш. 109.000° сх. д. | Південнокитайське море     | Тонкінська затока — проходить західніше острова Вейчжоу[en],                                                                                    |
| 19°34′ пн. ш. 109°0′ сх. д. / 19.567° пн. ш. 109.000° сх. д. | КНР                        | Проходить через острів Хайнань |
| 18°22′ пн. ш. 109°0′ сх. д. / 18.367° пн. ш. 109.000° сх. д. | Південнокитайське море     | |
| 14°49′ пн. ш. 109°0′ сх. д. / 14.817° пн. ш. 109.000° сх. д. | В'єтнам                    | |
| 11°20′ пн. ш. 109°0′ сх. д. / 11.333° пн. ш. 109.000° сх. д. | Південнокитайське море     | Проходить східніше острова Кулаотху, В'єтнам |
| 2°34′ пн. ш. 109°0′ сх. д. / 2.567° пн. ш. 109.000° сх. д.   | Індонезія                  | Проходить через острів Серасан[en] |
| 2°32′ пн. ш. 109°0′ сх. д. / 2.533° пн. ш. 109.000° сх. д.   | Південнокитайське море     | |
| 1°17′ пн. ш. 109°0′ сх. д. / 1.283° пн. ш. 109.000° сх. д.   | Індонезія                  | Проходить через острів Калімантан Західний Калімантан                                                                                           |
| 0°18′ пн. ш. 109°0′ сх. д. / 0.300° пн. ш. 109.000° сх. д.   | Південнокитайське море     | Проходить східніше острова Карімата[en], Індонезія                                                                                              |
| 2°50′ пд. ш. 109°0′ сх. д. / 2.833° пд. ш. 109.000° сх. д.   | Яванське море              | |
| 6°48′ пд. ш. 109°0′ сх. д. / 6.800° пд. ш. 109.000° сх. д.   | Індонезія                  | Проходить через острови Ява та Камбанган[en] |
| 7°46′ пд. ш. 109°0′ сх. д. / 7.767° пд. ш. 109.000° сх. д.   | Індійський океан           | |
| 60°0′ пд. ш. 109°0′ сх. д. / 60.000° пд. ш. 109.000° сх. д.  | Південний океан            | |
| 66°53′ пд. ш. 109°0′ сх. д. / 66.883° пд. ш. 109.000° сх. д. | Антарктида                 | Проходить через Австралійську антарктичну територію (претендує Австралія)                                                                       |